# ティルヴァンナーマライ

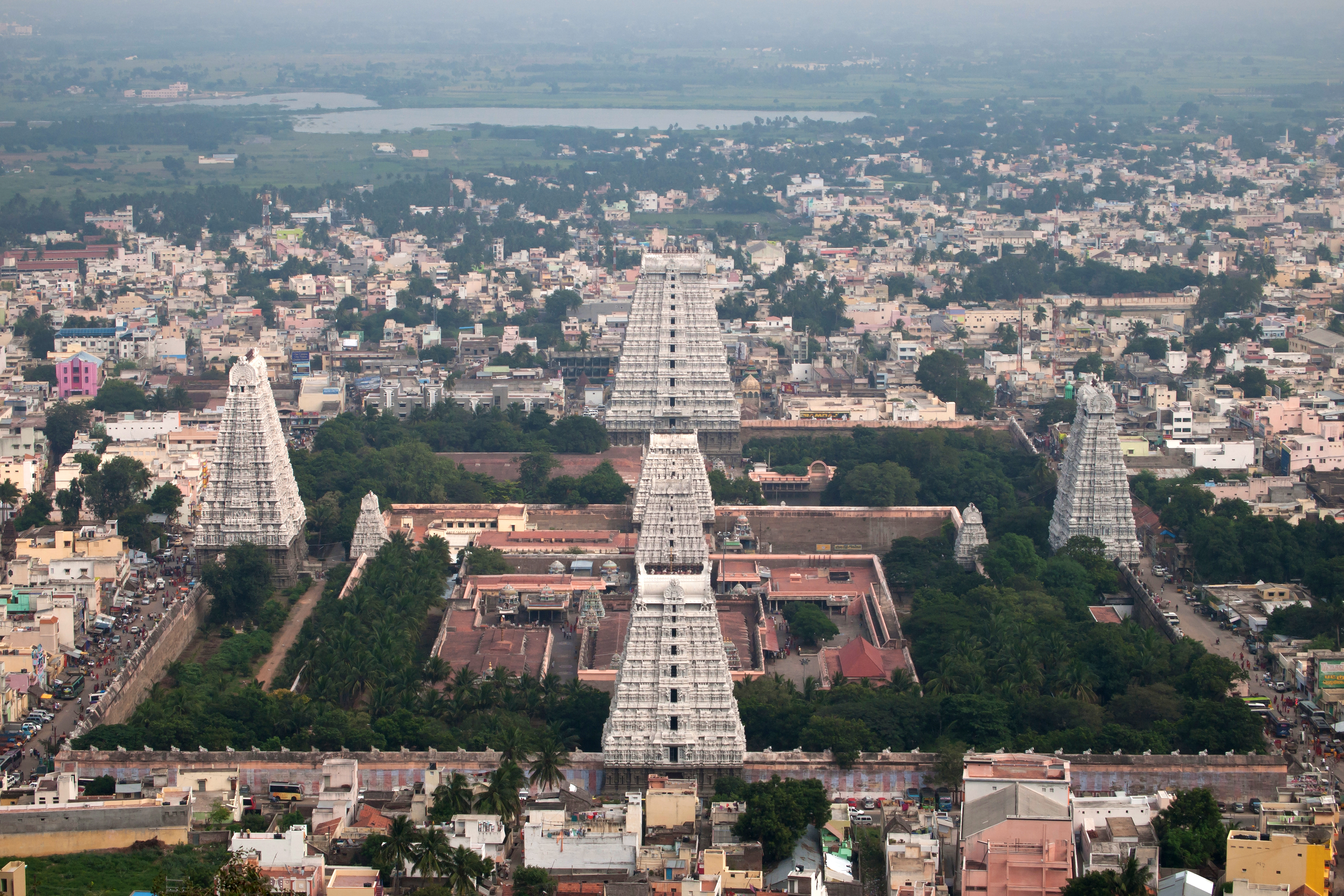

ティルヴァンナーマライ（タミル語: திருவண்ணாமலை、英語: Tiruvannamalai）は、インド南部のタミル・ナードゥ州にある都市。ティルヴァンナーマライ県の県庁所在地であり、同県ティルヴァンナーマライ郡の中心都市である。

## 地理
北緯：12° 13' 0 / 東経： 79° 4' 0 
- 県外
  - チェンナイまで 187km
  - ティルッチラーッパッリまで 216km
  - マドゥライまで 334km
  - コーヤンブットゥールまで 305km
  - カンニヤークマリまで 586km

## 政治
ティルヴァンナーマライでは、2001年の州議会議員選挙ではDMKのK・ピッチャーンディが僅差で当選し、2006年の州議会議員選挙でも連続当選した。